# 5181 SURF
5181 SURF (1989 GO) là một tiểu hành tinh vành đai chính được phát hiện ngày 7 tháng 4 năm 1989 bởi E. F. Helin ở Palomar.